# Fomalhaut
Fomalhaut (Alfa Piscis Austrini / α PsA / 24 Piscis Austrini) es una estrella de magnitud aparente +1,16, la más brillante de la constelación Piscis Austrinus («El Pez Austral») y una de las estrellas más brillantes en el cielo nocturno.
Tiene la denominación de Bayer Alpha Piscis Austrini, que es la latinizada de α Piscis Austrini, y se abrevia Alpha PsA o α PsA. Se trata de una clase A estrella de la secuencia principal aproximadamente a 25 años luz del Sol según las mediciones del satélite de astrometría Hipparcos. Desde 1943, el espectro de esta estrella ha servido como uno de los puntos de anclaje estables mediante los cuales se clasifican otras estrellas.
Está clasificada como una estrella parecida a Vega que emite exceso de radiación infrarroja, lo que indica que está rodeado por un disco circunestelar. Fomalhaut constituye un sistema triple junto a la estrella de secuencia principal de tipo K: TW Piscis Austrini (Fomalhaut B) y la estrella enana roja de tipo M: LP 876-10 (Fomalhaut C). Aunque las compañeras están separadas por aproximadamente 8 grados.
Fomalhaut fue el primer sistema estelar con un candidato a planeta extrasolar fotografiado en longitudes de onda visibles, designado Fomalhaut b. Sin embargo, los análisis de 2019 y 2023 de las observaciones existentes y nuevas indican que Fomalhaut b no es un planeta, sino más bien una mancha en expansión de escombros procedentes de una colisión planetesimal masiva.

## Nomenclatura

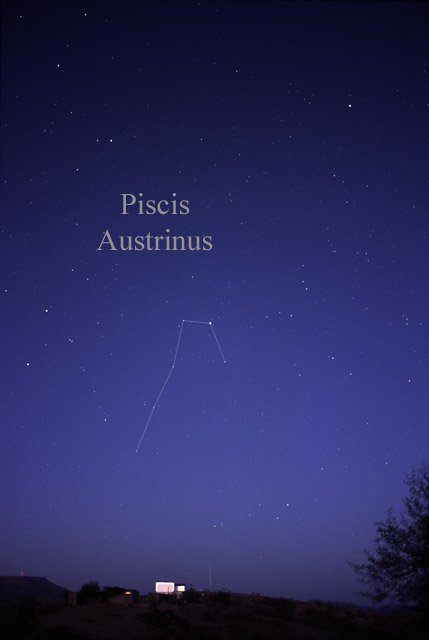
Fomalhaut es la estrella más brillante de la constelación de Piscis Austrinus (centro)

α Piscis Austrini (latinizado a Alpha Piscis Austrini) es la denominación de Bayer del sistema. También lleva la denominación de Flamsteed de 24 Piscis Austrini. El astrónomo clásico Ptolomeo lo situó en Aquarius, así como Piscis Austrinus. En el siglo XVII, Johann Bayer lo situó firmemente en la posición primaria de Piscis Austrinus. Siguiendo a Ptolomeo, John Flamsteed en 1725 lo denominó además 79 Aquarii. La designación actual refleja el consenso moderno sobre la decisión de Bayer, de que la estrella pertenece a Piscis Austrinus. Según las reglas para nombrar objetos en sistemas estelares múltiples, los tres componentes -Fomalhaut, TW Piscis Austrini y LP 876-10- se designan A, B y C, respectivamente.
El nombre tradicional de la estrella deriva de Fom al-Haut del árabe científico فم الحوت fam al-ḥūt (al-janūbī) "la boca del Pez [del Sur]" (literalmente, "boca de la ballena"), traducción de cómo la etiquetó Ptolomeo. En 2016, la Unión Astronómica Internacional organizó un Grupo de trabajo de la Unión Astronómica Internacional para el nombre de las estrellas (WGSN) para catalogar y estandarizar los nombres propios de las estrellas. El primer boletín del WGSN de julio de 2016 incluía una tabla con los dos primeros lotes de nombres aprobados por el WGSN, que incluía el nombre Fomalhaut para esta estrella.
En julio de 2014, la Unión Astronómica Internacional (IAU) lanzó NameExoWorlds, un proceso para dar nombres propios a determinados exoplanetas. El proceso implicó la nominación y votación pública de los nuevos nombres. En diciembre de 2015, la UAI anunció que el nombre ganador era Dagon para Fomalhaut b. El nombre ganador fue propuesto por Todd Vaccaro y remitido por el edu/planetarium/ St. Cloud State University Planetarium de St. Cloud (Minnesota), Estados Unidos de América, a la IAU para su consideración. Dagón era una Deidad semítica, a menudo representada como mitad hombre, mitad pez.

## Historia
El nombre Fomalhaut procede del árabe فم الحوت, fum al-ħūt, y significa «boca de ballena (o del pez)».
A lo largo de la historia esta estrella ha tenido diversas variaciones de su nombre, desde Fomahant —como figura en las Tablas alfonsíes— hasta Fomalhout. Ya fue identificada en la prehistoria y hay evidencias arqueológicas de que formaba parte de rituales en la antigua Persia, donde podría haber sido una de las cuatro «estrellas reales» persas, recibiendo el nombre de Hastorang.

## Características físicas

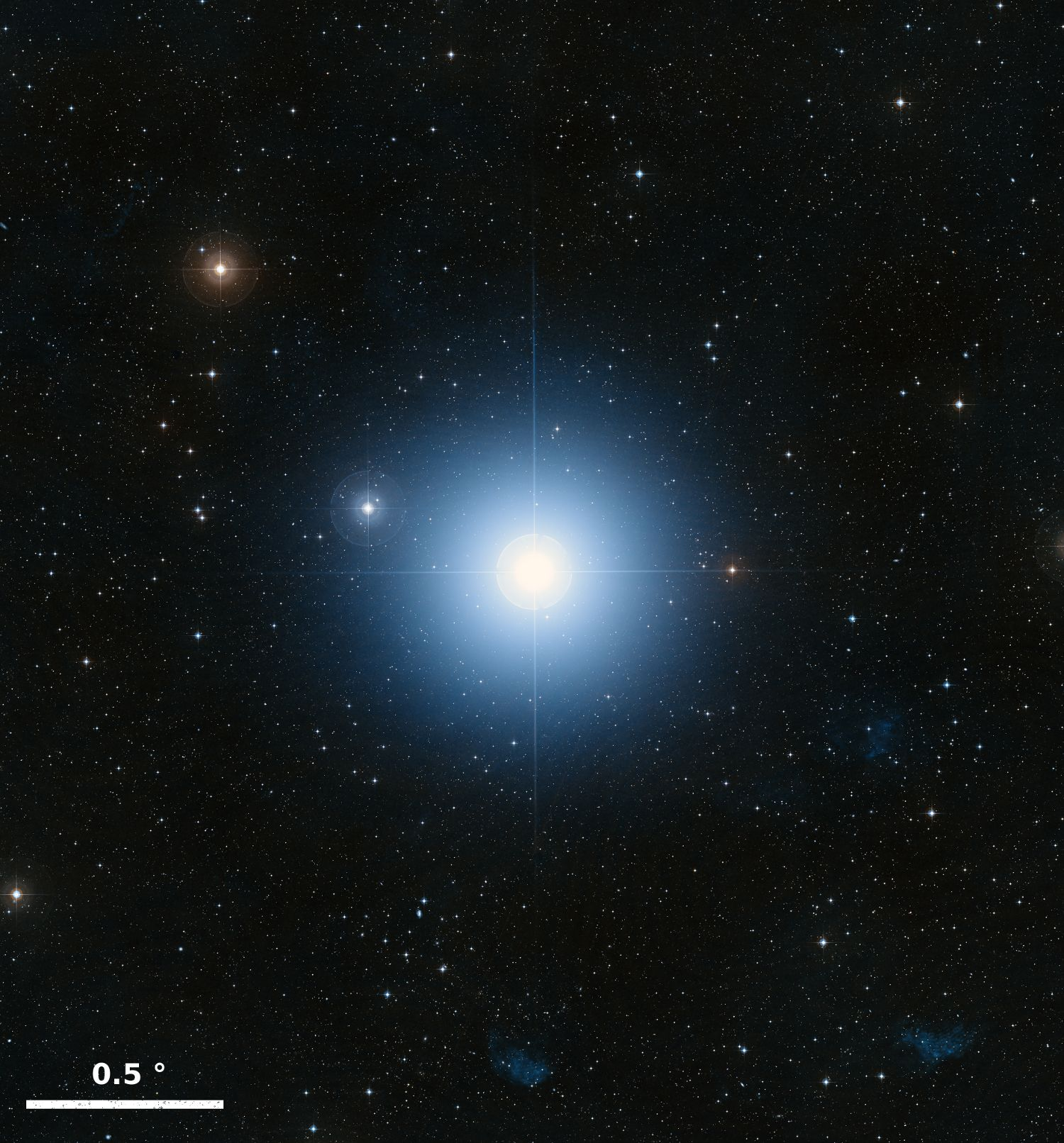
Esta imagen muestra Fomalhaut, la estrella alrededor de la cual orbita el planeta recién descubierto. Fomalhaut es mucho más caliente que nuestro Sol, 15 veces más brillante y se encuentra a 25 años luz de la Tierra. Está quemando hidrógeno a tal velocidad que se consumirá en sólo mil millones de años, el 10% de la vida de nuestra estrella. 13 de febrero de 2009

Fomalhaut es una estrella blanca de la secuencia principal de tipo espectral A4V que se encuentra a aproximadamente 25 años luz —7,7 pársecs— de la Tierra.
Se piensa que es una estrella joven, de solo unos 200 millones de años de edad. Su temperatura superficial es de 8750 K. Comparada con la del Sol, su masa es 2,3 veces mayor, y su diámetro es alrededor de 1,7 veces más grande. Brilla con una luminosidad 17,7 veces mayor que la luminosidad solar.
Fomalhaut forma parte de la asociación estelar de Cástor, un grupo de estrellas que comparte un movimiento común a través del espacio. Otros miembros de esta asociación son Cástor (α Geminorum) y Vega (α Lyrae). La estrella variable fulgurante TW Piscis Austrini, miembro de este grupo y distante solo 0,9 años luz de Fomalhaut, podría estar ligada gravitacionalmente a ella.

## Disco circunestelar y sistema planetario

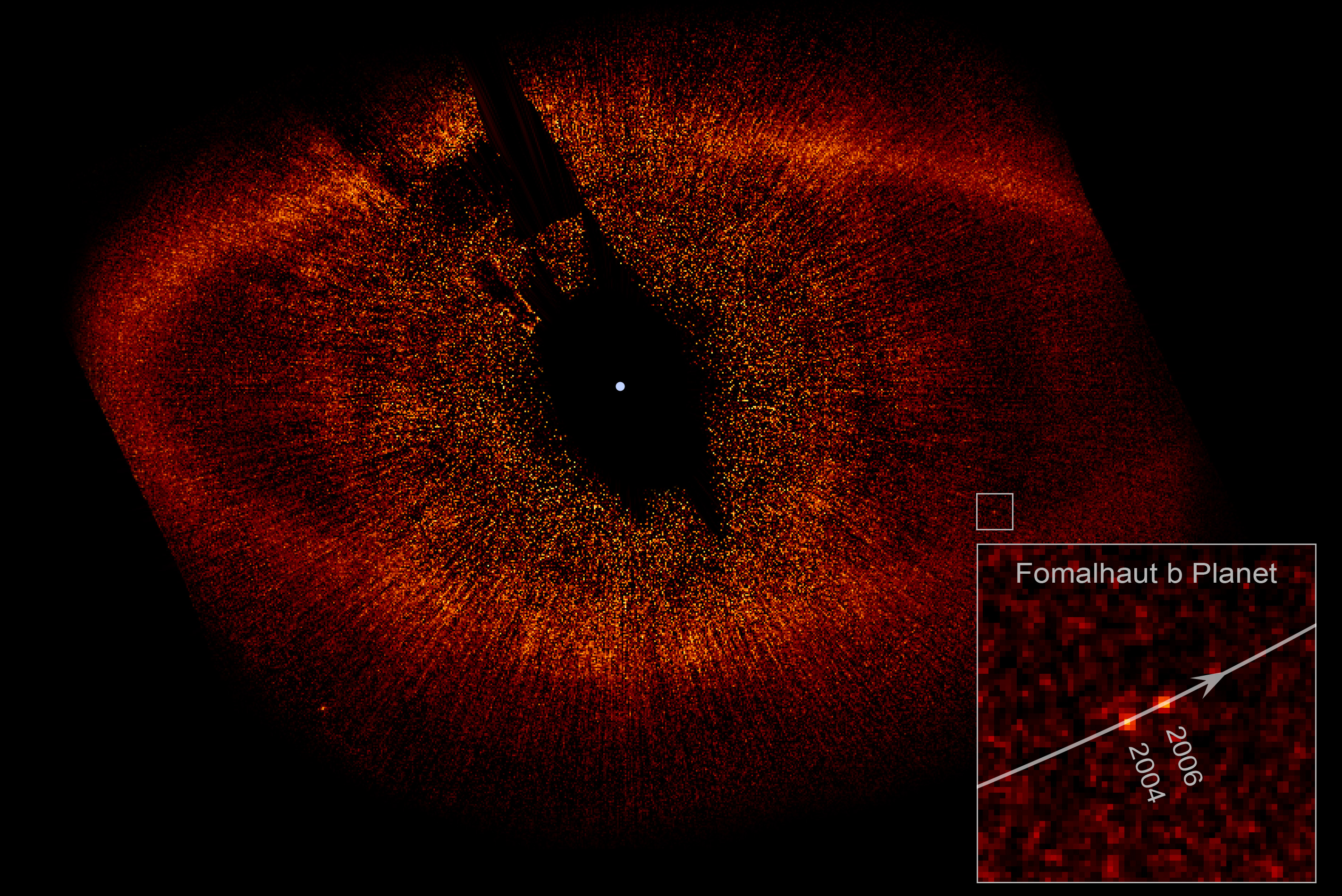
Disco circunestelar de Fomalhaut y localización del planeta b

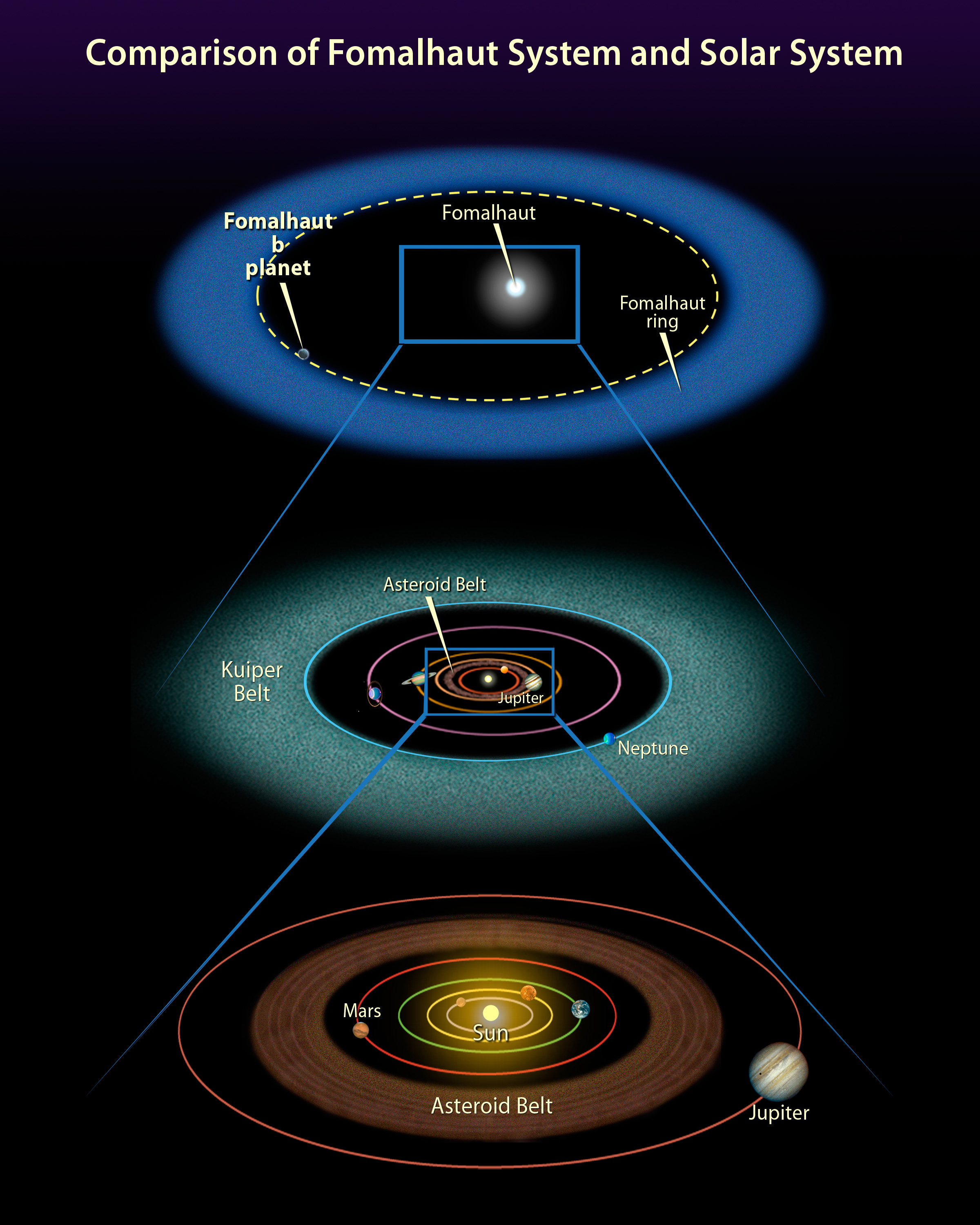
Comparación entre el sistema solar y el sistema de Fomalhaut

Fomalhaut está rodeada por un disco de polvo en forma de toroide con un borde interior muy agudo a una distancia radial de 133 unidades astronómicas (ua); el disco está inclinado 24 grados con relación al plano del cielo.
El polvo está distribuido en un cinturón de 25 ua de ancho, y el centro geométrico del disco está desplazado a unas 15 ua de Fomalhaut. El disco también es conocido como el “cinturón de Kuiper de Fomalhaut”.
Se cree que el disco que rodea a Fomalhaut es un disco protoplanetario que emite una considerable cantidad de radiación infrarroja. Discos similares se han descubierto en Vega, β Pictoris y Denébola (β Leonis).
El 13 de noviembre de 2008 se anunció el descubrimiento de un planeta extrasolar, denominado Dagon, en órbita en el límite interior del anillo circunestelar. Fue el primer planeta extrasolar observado en el espectro visible, lo que se llevó a cabo con el telescopio espacial Hubble. La existencia del planeta había sido previamente intuida debido al borde interior agudo y elíptico del disco.
Se estima que la masa del planeta no excede en tres veces la masa de Júpiter, y es al menos tan masivo como Neptuno.
La separación media con respecto a la estrella es de 115 ua —12 veces la distancia entre Saturno y el Sol— pero la excentricidad de la órbita de Dagon implica una variación de la distancia entre 102 y 127 ua.
Su período orbital es de aproximadamente 872 años.
Existe evidencia de que la órbita del planeta no está apsidalmente alineada con el disco de polvo, lo que puede indicar que planetas adicionales pueden ser responsables de la actual estructura del disco.
No obstante, imágenes en banda M capturadas desde el Observatorio MMT restringen de forma importante la posible existencia de gigantes gaseosos dentro de las 40 ua más cercanas a la estrella.
En octubre de 2013 se descubrió que la estrella LP 876-10 forma parte del sistema, por lo que Fomalhaut es un sistema triple.
| Nombre         | Nombre         | Masa           | Semieje mayor | Excentricidad | Período orbital | Descubrimiento |
| -------------- | -------------- | -------------- | ------------- | ------------- | --------------- | -------------- |
| Dagon          | Dagon          | 0,054 - 3,0 MJ | ~ 115 ua      | ~ 0,11        | ~ 872 años      | 2008           |
| Disco de polvo | Disco de polvo | 133 - 158 ua   | 133 - 158 ua  | 133 - 158 ua  | 133 - 158 ua    | 1983           |